# Bevera (Ventimiglia)
Bevera is een plaats (frazione) in de Italiaanse gemeente Ventimiglia.